# Ley de Promoción de la Alimentación Saludable
La Ley de Promoción de la Alimentación Saludable, vulgarmente conocida como "La ley de etiquetado frontal", es un sistema implementado con el propósito de fomentar hábitos alimenticios saludables a través de la inclusión de avisos en los envases de productos alimenticios. Este marco legal se fundamenta en el principio del derecho a la salud y a recibir información clara y precisa sobre el contenido nutricional de los alimentos envasados y las bebidas no alcohólicas. Los objetivos principales de esta ley son: Garantizar el derecho a la salud y a una alimentación adecuada, proporcionando información nutricional comprensible sobre los alimentos envasados y las bebidas no alcohólicas, con el fin de proteger los derechos de los consumidores Alertar a los consumidores sobre los excesos de azúcares, sodio, grasas saturadas, grasas totales y calorías en los productos alimenticios. Contribuir a la prevención de la malnutrición y la reducción de las enfermedades crónicas no transmisibles en la población.
Según lo estipulado en esta legislación, están obligadas a cumplirla todas las personas, tanto naturales como jurídicas, que participen en la fabricación, producción, elaboración, fraccionamiento, envasado, subcontratación de envasado o fabricación, distribución, comercialización, importación, marcaje o integración en la cadena de comercialización de alimentos y bebidas no alcohólicas destinadas al consumo humano en la República Argentina.

## Debate en el Congreso
Luego de varias horas de debate, la Cámara de Diputados aprobó la Ley de Etiquetado Frontal. La norma tiene como objetivo advertir en los envoltorios de los alimentos sobre los excesos de componentes que pueden ser nocivos para la salud, como azúcares, sodio y grasas saturadas, entre otros.
El proyecto de Ley de Promoción de la Alimentación Saludable recibió 200 votos a favor, 22 en contra y 16 abstenciones. La iniciativa fue sancionada minutos antes de la medianoche de un martes, en una sesión marcada por la presencialidad total de los legisladores, sin modalidad virtual. Al momento de la votación, se registraron 18 ausencias.
La sesión comenzó al mediodía y abarcó una veintena de temas consensuados entre el Frente de Todos y Juntos por el Cambio. El debate sobre la Ley de Etiquetado Frontal inició pasadas las 16:00 y se extendió hasta las 23:30, tras las intervenciones de más de 70 diputados. La discusión estuvo caracterizada por intercambios intensos, incluyendo cruces, chicanas y pedidos para tratar otros proyectos.
Por otra parte, determina que, ante iguales condiciones, el Estado deberá priorizar la compra de alimentos sin estos sellos de advertencia.

“El Estado argentino no va a mirar para otro lado” en un contexto de “enfermedades crónicas no transmisibles” como la obesidad, la hipertensión y los problemas cardíacos, que afectan a su población y que se pueden prevenir a partir de la alimentación, manifestó la legisladora del Frente de Todos Cecilia Moreau, al dar inicio este martes por la tarde al tratamiento del proyecto.

“Esta ley es poner en lo más alto a los consumidores, que hace años reclaman información clara, precisa y veraz”, indicó por su parte su compañera de bloque, Liliana Schwindt.

En contraposición, la diputada del PRO Carmen Polledo, criticó la iniciativa al considerar que 

“se debe pensar en un sistema de etiquetado integral y completo”

Y remarcó que por ese motivo se propuso en un dictamen 

“una alternativa que cumpla con el propósito de modificar los hábitos alimenticios”

## Alcance y consideraciones
La implementación de la Ley de Promoción de Alimentación Saludable se aplica de manera obligatoria únicamente a los alimentos y bebidas sin alcohol que se venden envasados y que contienen cantidades iguales o superiores a los límites definidos en la ley de nutrientes críticos como azúcares, sodio, grasas totales o grasas saturadas. Asimismo, los productos que contengan edulcorantes y/o cafeína también deberán ser perfilados con el Sistema de Perfil de Nutrientes (SPN) de la OPS.

### Nutrientes críticos y advertencias
- Azúcares, grasas totales, grasas saturadas y sodio: estos son los nutrientes críticos que pueden estar presentes en exceso en los productos envasados, lo que justifica la inclusión de sellos de advertencia.
- Calorías: Aunque las calorías son una medida de la energía que aportan los alimentos, no se consideran un nutriente crítico. Sin embargo, el sello de advertencia por "EXCESO EN CALORÍAS" está asociado al aporte excesivo de azúcares agregados y grasas totales y saturadas.

### Razones de advertencia
El exceso en el consumo de nutrientes críticos se asocia a un mayor riesgo de enfermedades no transmisibles y factores de riesgo metabólicos como la obesidad, la hipertensión, la diabetes y enfermedades cardiovasculares y cerebrovasculares.

### Café y edulcorantes
- Cafeína y edulcorantes: Se desaconseja su consumo en infancias debido a los posibles efectos adversos, como cambios en el apetito, preferencia por el sabor dulce, ansiedad, hiperactividad y problemas de sueño.

### Excepciones en el Etiquetado Frontal
No están obligados a llevar el sello de advertencia los productos como azúcar común, aceites vegetales, frutos secos y sal común de mesa. Además, se excluyen fórmulas para lactantes y niños hasta los 36 meses, alimentos para propósitos médicos específicos y suplementos dietarios.

### Restricciones en entornos educativos
Los alimentos y bebidas sin alcohol que contengan al menos un sello de advertencia o leyendas precautorias no podrán ser ofrecidos, comercializados, publicitados, promocionados o patrocinados en los establecimientos educativos de niveles inicial, primario y secundario del Sistema Educativo Nacional. Sin embargo, su comercialización en otros ámbitos no estará prohibida.

## Sistema de Etiquetado Frontal de Alimentos y Bebidas, leyendas

Ejemplo del rotulado de los alimentos. Se puede apreciar los azúcares añadidos.

Los "Sellos de Advertencia" son dispositivos destinados a informar a los consumidores sobre el contenido excesivo de nutrientes críticos, tales como azúcares, grasas totales, grasas saturadas, sodio, calorías, edulcorantes y cafeína en alimentos y bebidas no alcohólicas. Estos sellos consisten en un gráfico que muestra la palabra "EXCESO EN" dentro de un octógono negro o un rectángulo, indicando el contenido excesivo de cafeína o edulcorantes, y recomendando evitar su consumo, especialmente en la infancia.
En Argentina, se ha optado por utilizar un sello de advertencia en forma de octógono negro debido a su mayor visibilidad y capacidad para brindar información clara, rápida y fácil. Este sello contiene en su interior el texto "EXCESO en" seguido del nombre del nutriente crítico que se encuentra en exceso.
El "Sistema de Perfil de Nutrientes" (SPN) es una herramienta que establece los valores máximos a partir de los cuales los productos deben llevar un sello en el frente del envase. El SPN propuesto por la Organización Panamericana de la Salud/Organización Mundial de la Salud (OPS/OMS) es el único sistema basado en recomendaciones de nutrientes con estándares internacionales y se alinea con las Guías Alimentarias para la Población Argentina (GAPA), que son el estándar para establecer políticas alimentarias en el país.
La implementación de un etiquetado frontal basado en el SPN de la OPS/OMS no compromete la soberanía alimentaria nacional, ya que tanto las GAPA como el modelo de perfil de nutrientes de la OPS/OMS se basan en las mismas recomendaciones.
Los sellos de advertencia y las leyendas precautorias funcionan como una guía para los consumidores al momento de elegir alimentos o bebidas envasadas. Cuantos menos sellos tenga un producto, se considera más saludable. Sin embargo, esta comparación debe realizarse entre productos similares; por ejemplo, al comprar galletitas, se recomienda elegir la que tenga menos sellos entre todas las galletitas disponibles en el mercado. La presencia de sellos no indica necesariamente que un producto sea más saludable que otro de diferente categoría.
Los "Microsellos" son dispositivos que se utilizan en envases pequeños, como las golosinas, para indicar la cantidad de nutrientes críticos, calorías, edulcorantes y/o cafeína presentes en el producto. Aunque estos detalles no quepan en el envase individual, la información completa puede encontrarse en la caja o bolsa que contiene estas unidades.
En Latinoamérica, varios países han implementado normativas de etiquetado frontal obligatorio, convirtiendo a la región en líder mundial en esta materia. Chile fue pionero en desarrollar e implementar un sistema gráfico de advertencia utilizando octógonos negros en 2016. Posteriormente, otros países de la región como Perú, Uruguay, Colombia y México adoptaron este tipo de advertencias en sus envases.
| Etiqueta           | Parámetros de aplicación de la etiqueta | Riesgos y enfermedades asociadas al consumo | Ingesta sugerida por la OMS |
| ------------------ | --- | --- | --- |
|                    | - Cuando el alimento sólido y por cada 100 gramos de producto y tenga una cantidad mayor o igual a 275 kilocalorías totales. - Cuando el alimento líquido y por cada 100 mililitros de producto y tenga una cantidad mayor o igual a 70 kilocalorías totales o 10 kilocalorías de azúcares libres                                                           | - Síndrome de apnea-hipopnea durante el sueño - Hipercolesterolemia (colesterol alto o elevado) - Diabetes mellitus tipo 2 - Enfermedades cardiovasculares - Hipertensión arterial                               | - 2 000 a 2 500 kilocalorías en hombres - 1 600 a 1200 en mujeres |
|                    | - Cuando el alimento sólido o líquido y en 100 gramos o miligramos y una cantidad mayor o igual al 10% del total de la energía del mismo sea de azúcares libres. | - Diabetes - Enfermedades cardiovasculares crónicas - Incremento de desarrollar cáncer - Caries | - Ingesta reducida en azúcares libres en toda la vida y en todas las edades a menos del 10% de la ingesta calórica total siendo deseable menos del 5%                                                |
|                    | - Cuando el alimento sólido y por cada 100 gramos de producto tenga una cantidad mayor o igual que 350 miligramos de sodio - Cuando el alimento líquido y por cada 100 mililitros de producto tenga una cantidad una cantidad mayor o igual que 350 miligramos de sodio. Si es una bebida sin calorías, que tenga una cantidad 45 o más miligramos de sodio | - Accidente cerebrovascular - Dificultad de la actividad renal - Disminución del calcio en el cuerpo - Enfermedades cardiovasculares - Hidropesía (retención de líquidos) - Hipertensión - Presión arterial alta | - No más de 2 gramos de sodio (equivalentes a 5 gramos de sal) al día. |
|                    | - Cuando el alimento en 100 gramos contenga una cantidad una cantidad mayor o igual que el 10% del total de su energía proveniente de grasas saturadas. - Cuando el alimento líquido en 100 mililitros contenga una cantidad mayor o igual que el 10% del total de su energía proveniente de grasas saturadas.                                              | - Incremento del riesgo de contraer Accidente cerebrovascular - Incremento del riesgo de contraer Enfermedades cardiovasculares                                                                                  | - Menos de 10% de la ingesta diaria de kilocalorías de una dieta debe provenir de grasas saturadas.                                                                                                  |
|                    | - Cuando el alimento sólido en 100 gramos tenga una cantidad mayor o igual que 1% del total de energía proveniente de grasas trans. - Cuando el alimento líquido en 100 gramos tenga una cantidad mayor o igual que 1% del total de energía proveniente de grasas trans.                                                                                    | - Aumento del colesterol malo - Acumulación de colesterol - Incremento de posibilidad de enfermedades cardiovasculares como cardiopatía coronaria - Diabetes - Aumento de peso                                   | - Menos del 1% de calorías totales de la ingesta diaria. Dada su alta nocividad, la OMS ha promovido la erradicación de grasas trans procesadas industrialmente del suministro mundial de alimentos. |
| 3,049 × 763; 55 KB | - Si alguno de los alimentos sólidos o líquidos contienen edulcolorantes | - Suscitar preferencias en la niñez que generen un hábito en la vida | - Ingesta reducida en azúcares libres en toda la vida y en todas las edades a menos del 10% de la ingesta calórica total siendo deseable menos del 5%                                                |
|                    | - Si alguno de los alimentos sólidos o líquidos contiene cafeína | - Trastornos de sueño, dolores estomacales, dificultades en concentración, aumento de frecuencia cardiaca | |
|                    | Cuando el alimento tenga un empaque con una superficie menor a 40 cm² se ocupará un sello indicando con el número total de nutrimentos críticos en exceso del producto. | | |

## Aplicación en las escuelas
La Ley de Promoción de Alimentación Saludable contribuye a la mejora de los hábitos alimentarios en las escuelas de todos los niveles. Esta legislación introduce la utilización de sellos para identificar los productos que contienen excesos de azúcares, sodio, grasas y calorías, así como para alertar sobre la presencia de edulcorantes y cafeína, los cuales no se recomiendan en la infancia.
Dado que el entorno escolar desempeña un papel en la formación de hábitos alimentarios saludables, el compromiso de la comunidad educativa es esencial. En este sentido, se promueve la recomendación de no adquirir ni ofrecer alimentos o bebidas con sellos durante las comidas o eventos escolares. Se alienta a los kioscos ubicados dentro de las escuelas a sustituir los productos con sellos por opciones más saludables, como frutas, licuados o preparaciones caseras.
Asimismo, se prohíbe la publicidad de productos con sellos, incluyendo aquella que pueda aparecer en heladeras y carteles promocionales, así como su patrocinio en eventos escolares o su distribución gratuita.
Se enfatiza la importancia de que cada individuo, en su entorno doméstico, promueva la oferta de productos sin sellos para que sean llevados a la escuela, priorizando alimentos y bebidas caseras, frutas y agua.
En el ámbito educativo, se establece la necesidad de garantizar la inclusión de contenidos de Educación Alimentaria en los programas educativos de los niveles inicial, primario y secundario. Para ello, se actualizarán los Núcleos de Aprendizaje Prioritario, en consonancia con las directrices establecidas en las "Guías Alimentarias para la Población Argentina" (GAPA). Además, se implementarán acciones para reforzar la formación continua del cuerpo docente a través del Instituto Nacional de Formación Docente (INFoD).

## Restricciones para Alimentos y Bebidas Envasadas sin Alcohol con Sellos de Advertencia

Ejemplo de un espécimen, donde no se pueden incluir personajes animados. Los productos sin sellos, sin embargo, sí lo pueden.

La Ley establece restricciones específicas para los alimentos y bebidas envasadas sin alcohol que presenten sellos de advertencia o leyendas precautorias en sus envases:
- Queda prohibida la inclusión de información nutricional complementaria ("rico en fibras", "0% grasas trans", etc.).
- No se permiten logotipos o frases que cuenten con el patrocinio o avales de sociedades científicas o asociaciones civiles relacionadas con la medicina, la nutrición y/o el deporte.
- La presencia de personajes infantiles, ya sean actores humanos, dibujos animados, personajes con licencia o caricaturas, está vetada en los envases dirigidos a niños, niñas y adolescentes.
- Se prohíbe el uso de celebridades como actores, músicos o influencers de redes sociales en la promoción de estos productos.
- No se puede vincular la compra de los productos con la participación en concursos, juegos, eventos deportivos, musicales, teatrales o culturales.
- Quedan excluidas las estrategias publicitarias que incentiven, promuevan o fomenten el consumo a través de regalos y accesorios como tazos, juguetes, stickers, etc.

Además, se establecen regulaciones específicas para la publicidad en medios masivos tradicionales y digitales:
- Se prohíbe la publicidad, promoción y patrocinio de alimentos y bebidas envasadas sin alcohol que contengan al menos un sello de advertencia dirigido a niños, niñas y adolescentes.

Para aquellos casos en los que las estrategias publicitarias no están dirigidas explícitamente a infancias y adolescencias, se establecen las siguientes restricciones:
- No se pueden publicitar, promocionar o patrocinar productos no autorizados por la autoridad sanitaria competente.
- Se prohíbe la inclusión de personajes infantiles, animaciones, dibujos animados, celebridades, deportistas o mascotas en la publicidad.
- No se puede ofrecer o prometer obsequios, premios, regalos, accesorios, adhesivos, juegos visual-espaciales, descargas digitales, u otros elementos.
- Se veta la participación o promesa de participación en concursos, juegos, eventos deportivos, musicales, teatrales o culturales que promuevan el consumo de los productos.
- Se prohíbe resaltar declaraciones nutricionales complementarias que enfaticen cualidades positivas o nutritivas de los productos.
- Queda prohibida la promoción o entrega gratuita de alimentos y bebidas envasadas que contengan sellos de advertencia.
- No se puede promover la compra del producto con fines de donación o humanitarios.
- Se prohíben mensajes relacionados con aprobaciones o recomendaciones de expertos, asociaciones médicas, científicas o similares.
- Queda vedada la inclusión de frases que involucren a la autoridad nacional, provincial o internacional.
- No se permite la inclusión de textos prohibidos por el Código Alimentario Argentino en los envases.
- No se puede modificar los rótulos aprobados de acuerdo con la normativa vigente.
- Se prohíbe la promoción del consumo del alimento como garantía de salud o como disminución del riesgo de contraer enfermedades.

## Actualización 2024
La Administración Nacional de Medicamentos, Alimentos y Tecnología Médica (ANMAT) introdujo modificaciones en el Manual de Aplicación de la Ley de Promoción de Alimentación Saludable, también conocida como Ley de Etiquetado Frontal, que se encuentra plenamente vigente desde mayo de 2024. Estas modificaciones, publicadas en el Boletín Oficial mediante las disposiciones 11378/2024 y 11362/2024, afectan el cálculo de nutrientes críticos como grasas, azúcares, sodio y calorías, además de establecer nuevas restricciones en la publicidad de alimentos.

### Modificaciones en el cálculo de nutrientes
La normativa actualizada se basa en el perfil nutricional de la Organización Panamericana de la Salud (OPS) y establece que los sellos de advertencia deben considerar exclusivamente los nutrientes añadidos durante el proceso de producción, excluyendo aquellos presentes de forma intrínseca en los ingredientes naturales. Por ejemplo, una mermelada deberá informar únicamente sobre el azúcar añadido y no sobre el azúcar presente naturalmente en la fruta. Asimismo, productos como frutos secos envasados solo recibirán sellos de advertencia si contienen ingredientes añadidos como sal o aceites.
Esta modificación busca alinear la normativa con estándares internacionales y mejorar la información nutricional disponible para los consumidores, permitiéndoles tomar decisiones más informadas al momento de adquirir alimentos.

### Restricciones publicitarias
Las disposiciones también refuerzan las restricciones publicitarias para alimentos con sellos de advertencia, particularmente los dirigidos a menores de 16 años. Queda prohibido el uso de personajes infantiles, colores llamativos y elementos visuales diseñados para atraer a este público. Además, se exige que toda publicidad incluya información clara sobre los sellos de advertencia, edulcorantes o cafeína presentes en los productos, promoviendo el consumo responsable y evitando prácticas engañosas.

### Implementación y plazos
La normativa establece que los productos con etiquetado previo podrán mantenerse en circulación hasta agotar existencias, pero todas las producciones futuras deben cumplir con las nuevas pautas. Las autoridades señalaron que no se otorgarán plazos adicionales para la adaptación de los rótulos, ya que la ley está plenamente implementada.